# Національна галерея Берліна
52°31′17″ пн. ш. 13°23′44″ сх. д. / 52.52138889° пн. ш. 13.39555556° сх. д.

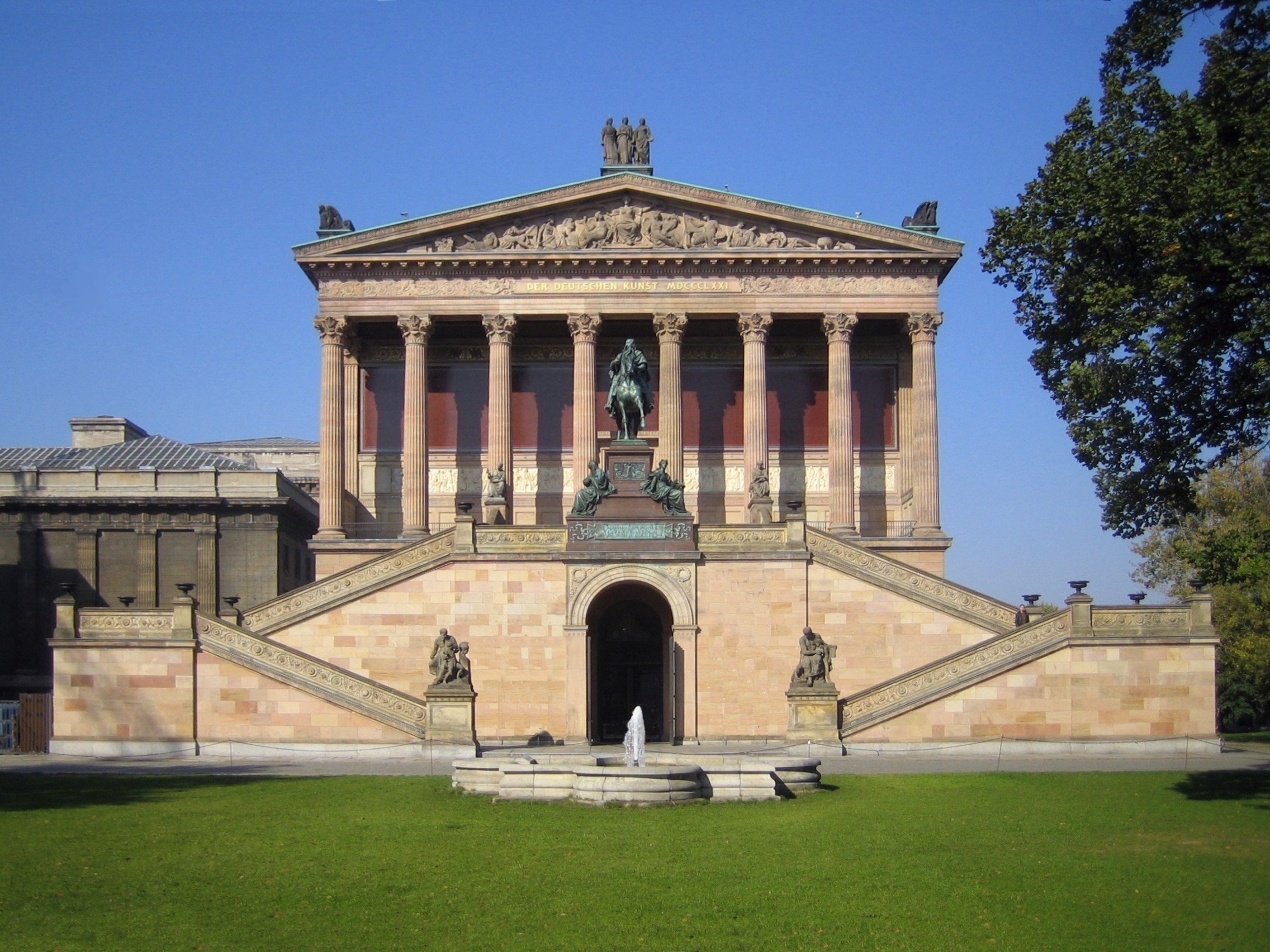
Стара національна галерея

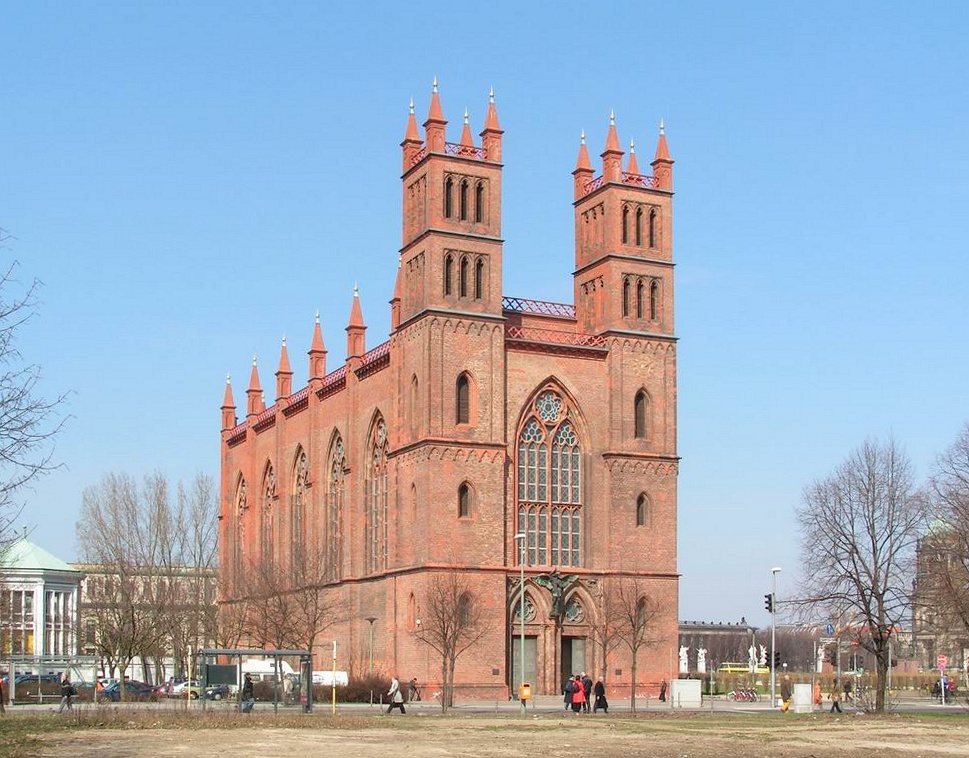
Фрідріхсвердерська церква

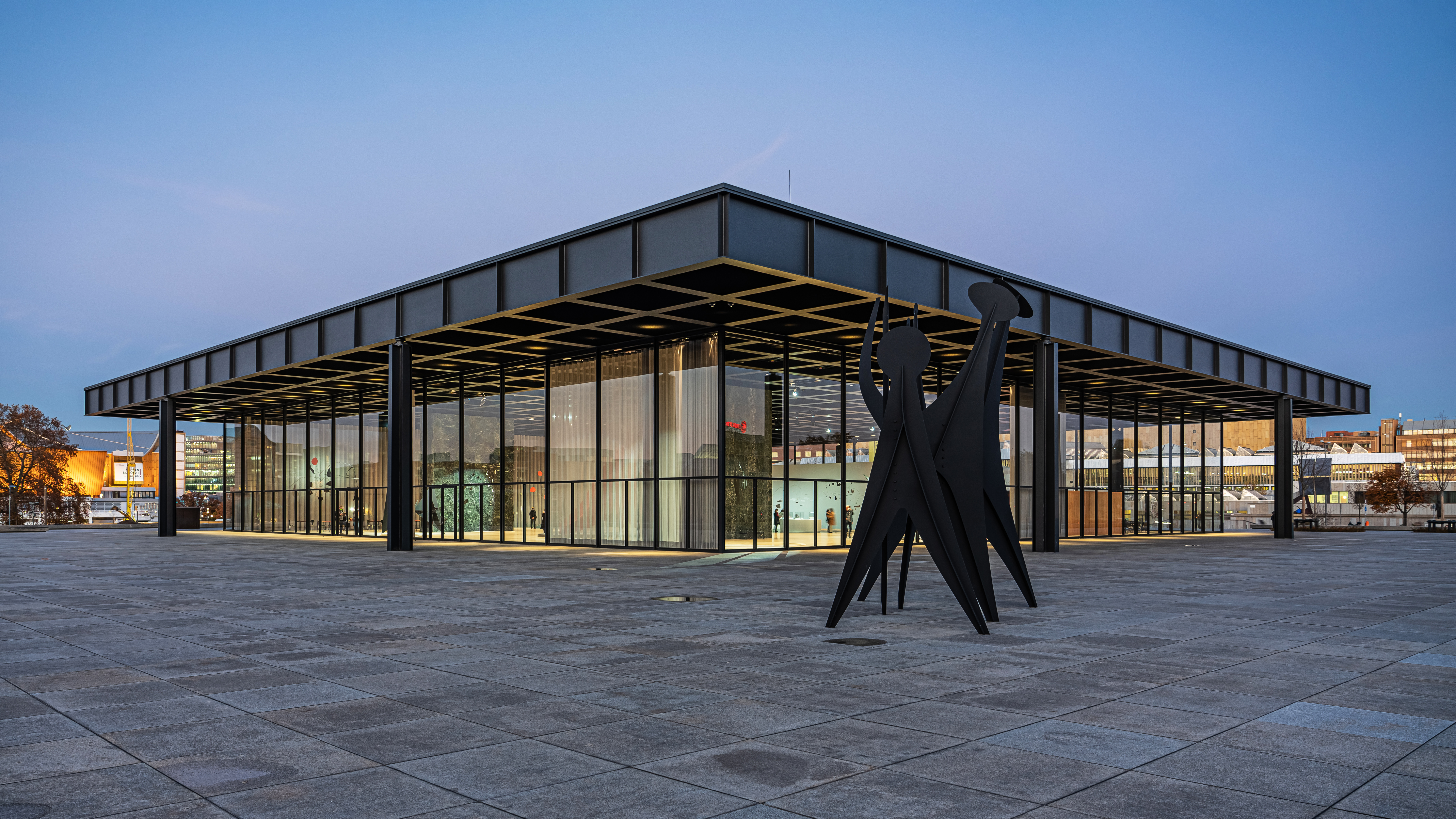
Нова національна галерея

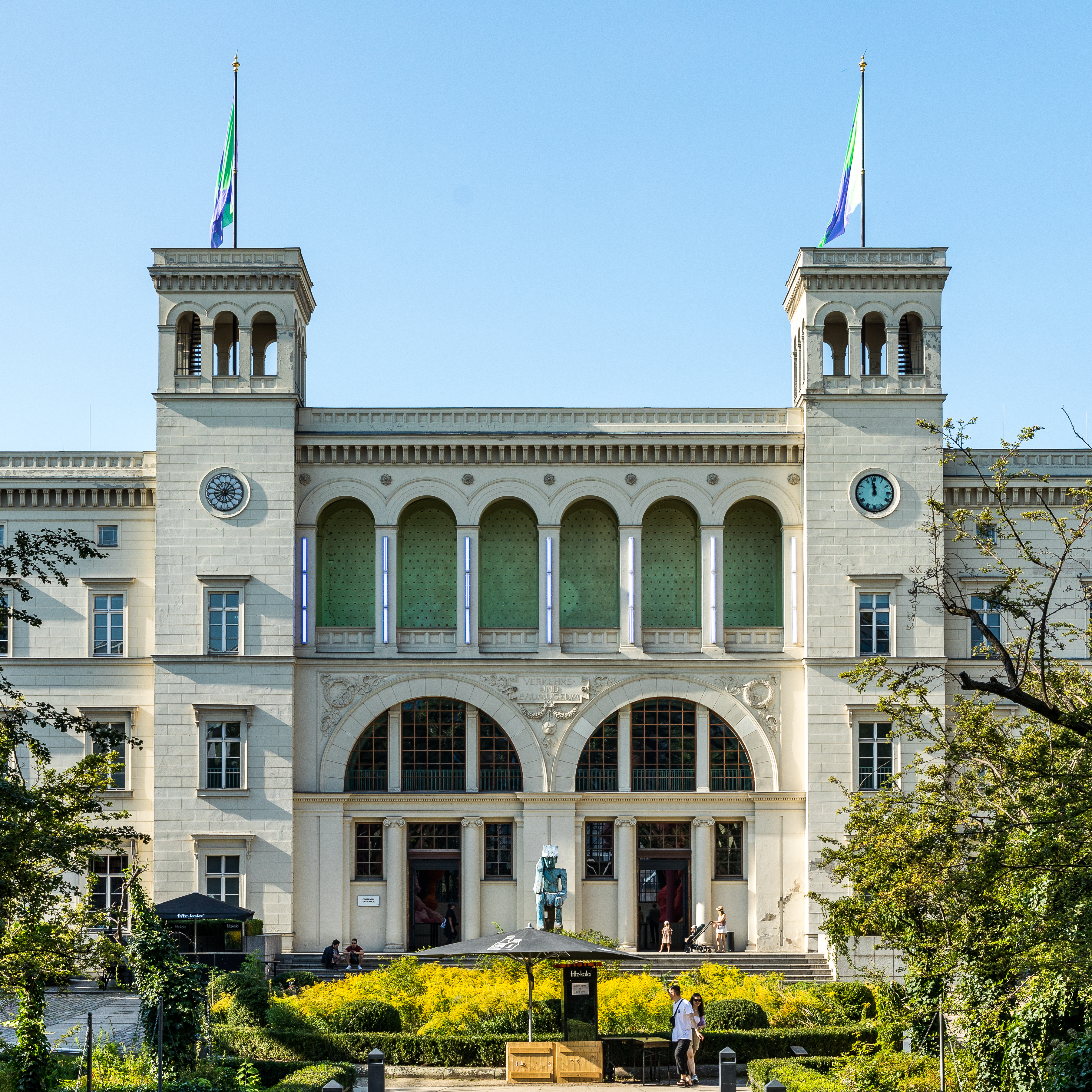
Гамбурзький вокзал

Національна галерея Берліна (нім. Nationalgalerie Berlin) — зібрання творів мистецтва XIX, XX і XXI століть у складі Державних музеїв Берліна Фундації прусської культурної спадщини. З листопада 2008 року Національну галерею Берліна очолює Удо Кіттельман.

## Структура
До фондів Національної галереї Берліна входять такі колекції та відповідні музейні будівлі:
- Мистецтво XIX століття:

* Стара національна галерея
* Фрідріхсвердерська церква
- Мистецтво XX століття:

* Нова національна галерея
* Колекція Берггрюна
* Колекція Шарфа-Герстенберг
- Мистецтво XXI століття:

* Гамбурзький вокзал

## Історія
Національна галерея Берліна була заснована в 1861 році як збірка сучасного мистецтва, приводом стала колекція банкіра Йоахима Гайнріха Ваґенера, отримана містом в дарунок. У 1876 році колекція переїхала в нову будівлю Національної галереї, нинішню Стару національну галерею.
Поступово колекція стала розростатися коштом нових придбань і подарунків. В 1919 році Людвіг Юсті обладнав у Палаці кронпринца галерею сучасного мистецтва — Новий відділ Національної галереї Берліна. За часів нацизму, в 1937 році близько п'ятисот робіт з цієї колекції було конфісковано як «дегенеративне мистецтво». Під час Другої світової війни будівля Національної галереї, фонди якої було евакуйовано, була зруйнована. Після війни частина фондів Національної галереї демонструвалася на Музейному острові. Частина колекції, що опинилася на території Західного Берліна, з 1968 року експонувалася в будівлі Нової національної галереї в Культурфорумі.
Після об'єднання Німеччини розділені фонди Національної галереї возз'єдналися. Велика колекція Національної галереї розмістилася в п'яти музейних будівлях. Мистецтво XIX століття знаходиться в Старій національній галереї, мистецтво XX століття від класичного модернізму до 60-х років — в Новій національній галереї, а сучасне мистецтво — в Музеї сучасності в колишній будівлі берлінського Гамбурзького вокзалу. В Музеї Берггрюна в західному Штюлеровському будинку навпроти палацу Шарлоттенбург демонструються роботи Пабло Пікассо та інших художників класичного модернізму. У східній Штюлеровській будівлі розмістилася колекція Шарфа-Герстенберг — збірка сюрреалістичного мистецтва, що стала доступною публіці з 10 липня 2008 року. В експозиції Фрідріхсвердерської церкви представлена скульптура початку XIX століття. Частина фондів Національної галереї, наприклад, твори мистецтва епохи НДР через відсутність площ поки знаходяться в запасниках.

## Директори національної галереї
- 1874–1895 Макс Йордан (Max Jordan)
- 1896–1908 Гуго фон Чуді (Hugo von Tschudi)
- 1909–1933 Людвиг Юсті (Ludwig Justi)
- 1933–1937 Ебергард Гафштенгль (Eberhard Hanfstaengl)
- 1937–1950 Пауль Ортвін Раве (Paul Ortwin Rave)
- 1950–1957 Людвиг Юсті (Ludwig Justi)
- 1957-1964 Леопольд Райдермайстер (Leopold Reidemeister)
- 1965-1966 Штефен Ветцольд (Stefan Waetzold) (виконувач обов'язків)
- 1967-1974 Вернер Гафтманн (Werner Haftmann)
- 1974-1975 Віланд Шмідт (Wieland Schmied) (виконувач обов'язків)
- 1975-1997 Дітер Гоніш (Dieter Honisch)
- 1999–2008 Петер-Клаус Шустер (Peter-Klaus Schuster)
- з листопада 2008 Удо Кіттельманн (Udo Kittelmann)